# Cattentoren
De Cattentoren is de naam van een complex ruïnes dat zich bevindt in het uiterste noorden van de vestingwerken van Roermond.
Het betreft een halfronde hoektoren waarvan de stadsmuur een vrijwel rechte hoek maakt. Opgravingen hebben aangetoond dat de huidige ruïne een klein deel van de Cattentoren omvat. De rest is verloren gegaan. Bij het beleg van 1702 werd de Cattentoren verwoest. Er is nog wat muurwerk overgebleven. 
Een vierkant gebouwtje, "Heksenhuuske" genaamd, bevindt zich naast de locatie van de Cattentoren. Het bevat 14e-eeuwse muurresten en werd in de 16e eeuw opgebouwd. De toegang is 20e-eeuws. Mogelijk was het een wachthuisje.
Ten zuiden hiervan zijn resten aanwezig van nog een gebouwtje, waarvan de functie niet bekend is. Het werd vermoedelijk in de eerste helft van de 16e eeuw gebouwd. In 2013 werd een kazemat gereconstrueerd, zoals die kort na 1702 op deze plaats werd gebouwd.